# Élie Dohin
Élie Dohin, né le 29 juillet 1983 à Orléans, est un footballeur français au poste de milieu droit ou latéral droit.

## Biographie
Débutant à Saint-Jean-de-la-Ruelle, Elie Dohin intègre le centre de pré-formation de Châteauroux de 1996 à 1998, puis le centre de formation de Niort. Formé au poste de milieu de terrain offensif, il est lancé au poste de latéral droit par Didier Tholot, alors entraîneur de Libourne Saint-Seurin, en 2006.
Le 27 octobre, Ajaccio reçoit le leader Strasbourg. On joue la 10e minute, les Alsaciens mène 1-0 grâce à James Fanchone dès la 6e minute. Dohin arrive sur le côté droit, près de la surface strasbourgeoise, regarde son attaquant Cheick Diabaté, et place un centre lobé vers le Malien, la balle se dirige vers le but, et Stéphane Cassard, lobé, ne peut que contempler la balle rentrer.
Son contrat avec l'AC Ajaccio prend fin à l'issue de la saison 2009-2010. Le 27 juillet 2010, il est mis à l'essai dans le club du FC Metz après une prestation remarquée contre Nancy, en match amical, mais signe finalement début septembre avec La Berrichonne de Châteauroux un contrat de deux saisons.
Son contrat arrivant à terme, il quitte le LB Châteauroux en juin 2012. Il s'engage alors à l'US Boulogne. Le 1er septembre, il est victime d'une double fracture lors d'un déplacement à Uzès Pont du Gard.
Depuis 2016, il fait partie de l'équipe de France de foot à six, qui dispute l'Euro de mini-foot en 2016 puis la Coupe du monde de mini-foot 2017. En 2019, avec cette même sélection, il dispute la Socca World Cup 2019 en Crète. Au sein de cette sélection, il retrouve Maxime Brillault, qui fut son coéquipier à Niort, Orléans et Libourne.

## Carrière
- 1999-2004 : Chamois niortais
- 2004-2005 : US Orléans
- 2005-2008 : FC Libourne-Saint-Seurin
- 2008-2010 : AC Ajaccio
- 2010-2012 : LB Châteauroux
- 2012-2013 : US Boulogne Côte d'Opale[3]
- 2013-2015 : Lège-Cap-Ferret